# Шаров Олексій Миколайович
Олексі́й Микола́йович Ша́ров (рос. Алексей Николаевич Шаров, 6 лютого 1980, Башкортостан, РРФСР — 22 березня 2022, Маріуполь, Україна) — російський офіцер, полковник Збройних сил РФ. Кавалер ордена Мужності.

## Життєпис
В 2002 році закінчив Далекосхідний військовий інститут, після чого був призначений командиром розвідувального взводу окремого батальйону морської піхоти Новоросійської військово-морської бази Чорноморського флоту Росії (входила до складу 810 ОБрМП). З 2003 року — командир десантно-штурмової роти окремого батальйону морської піхоти НВМБ ЧФ РФ. З лютого 2008 по 2013 рік — заступник командира батальйону. В 2015 році закінчив Загальновійськову академію Збройних сил РФ, після чого був призначений командиром мотострілецького батальйону окремої бригади берегової оборони Чорноморського флоту РФ. З 2018 року — заступник командира окремої бригади берегової оборони 22-го армійського корпусу ЧФ, а через 10 місяців призначений начальником штабу свого підрозділу. Учасник інтервенції в Сирію. З 5 травня 2020 року — командир гвардійської мотострілецької дивізії 58-ї загальновійськової армії Південного військового округу. Восени 2021 року очолив 810-ту окрему бригаду морської піхоти Чорноморського флоту.
В 2022 році брав участь у вторгненні в Україну на одному з найгарячіших напрямів — боях за Маріуполь. 22 березня 2022 року був вбитий снайпером ЗСУ поблизу Маріуполя.

## Відзнаки та нагороди
- Орден Мужності (23 березня 2022, посмертно)[1]
- Орден «За заслуги перед Вітчизною» 4-го ступеня
- 9 інших нагород